# يطروفة رأس الرجاء
يطروفة رأس الرجاء (الاسم العلمي:Jatropha capensis) هي نوع من النباتات تتبع جنس اليطروفة من الفصيلة الفربيونية.